# Tausendjährige Linde (Luckenwalde)

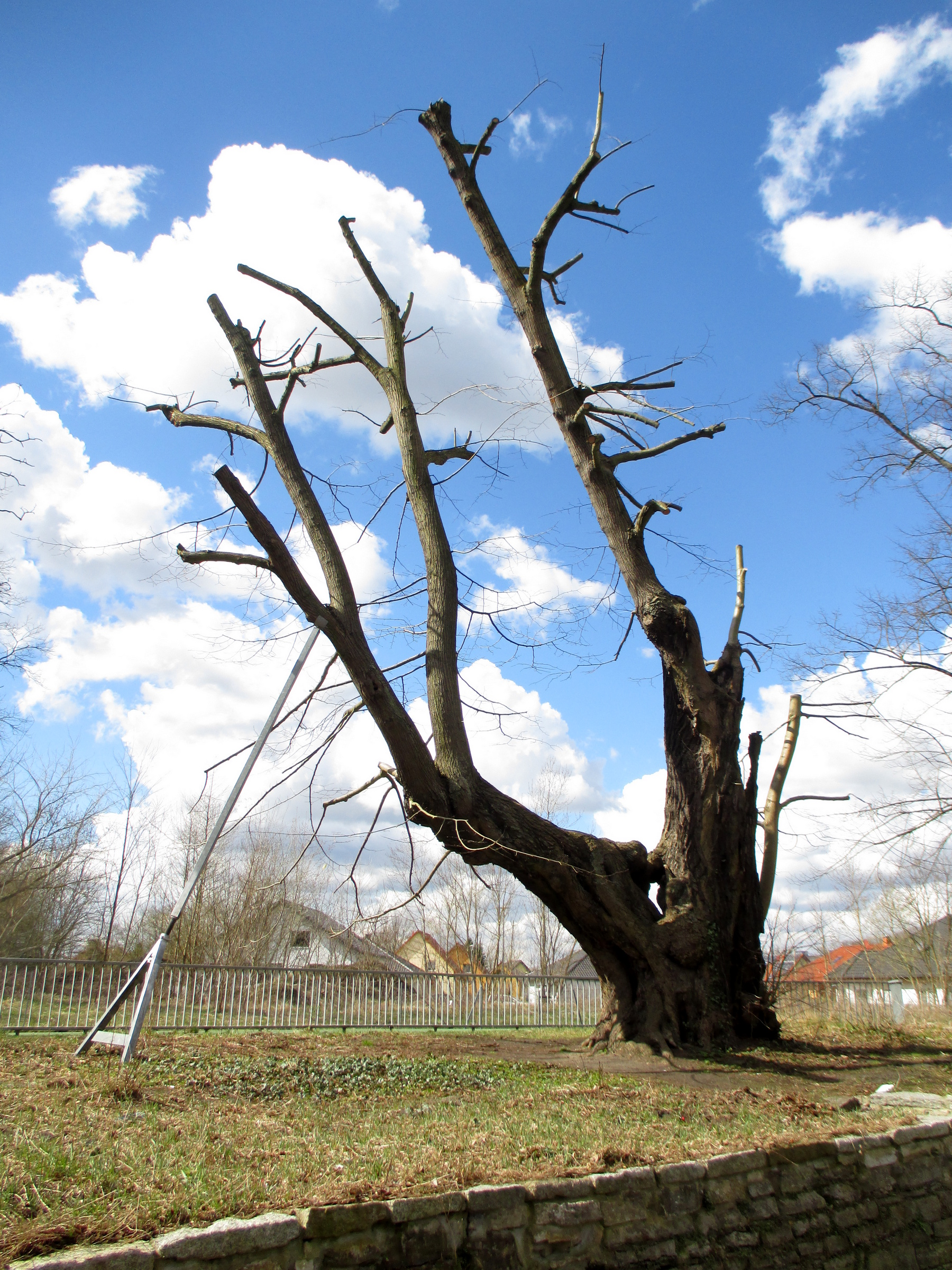
Tausendjährige Linde im April 2015.

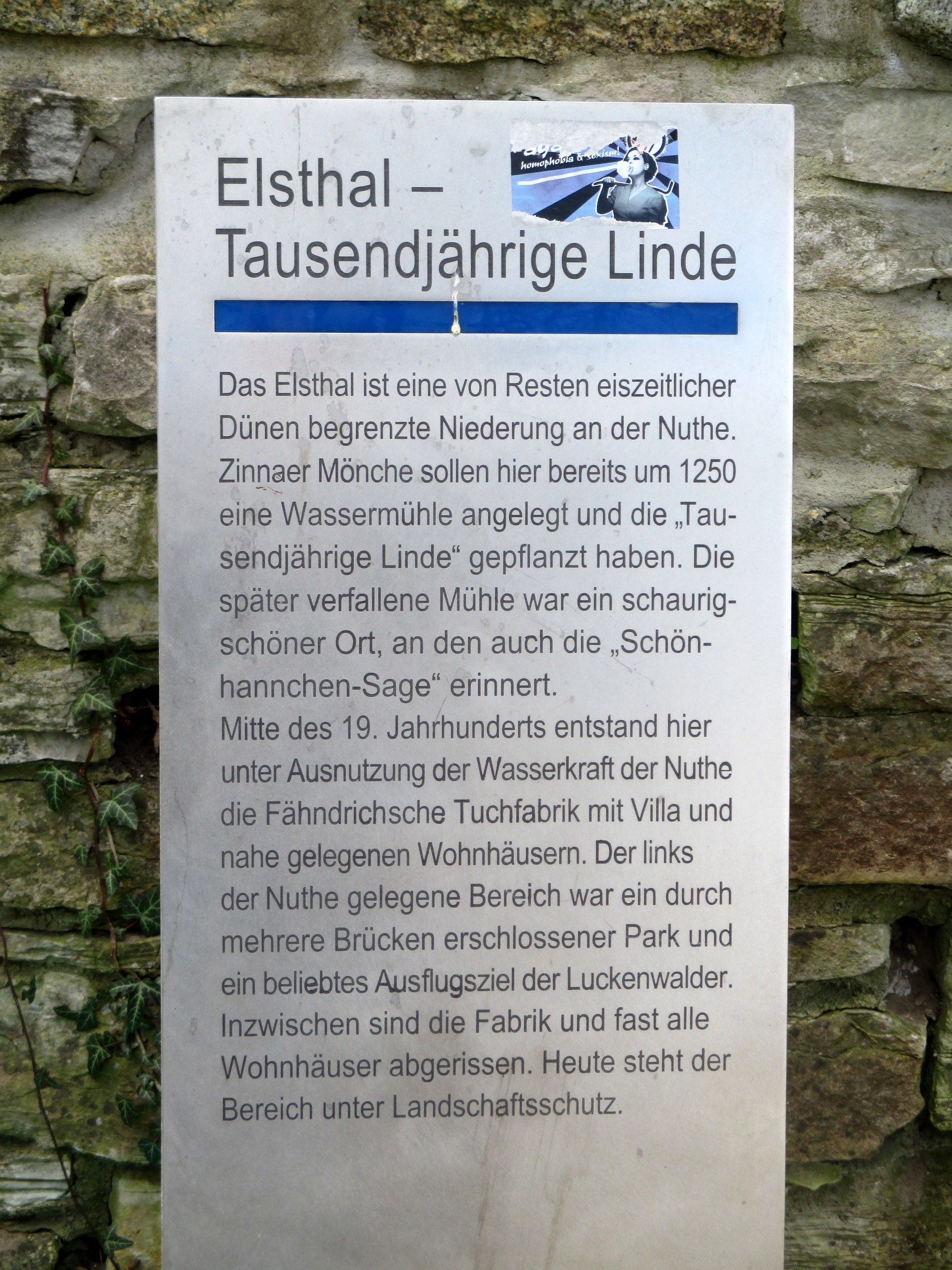
Die Denkmalplakette an der Linde.

Die Tausendjährige Linde ist ein sehr alter Baum im Elsthal in Luckenwalde.
Es handelt sich um eine Winterlinde (Tilia cordata), die auf einer historischen Postkarte erstmals als „tausendjährige Linde“ bezeichnet wurde. Sicher ist sie nicht 1000 Jahre alt, sie wurde wahrscheinlich im 13. Jahrhundert von Mönchen dort gepflanzt. An jener Stelle hatten diese die Nuthe angestaut und eine Wassermühle errichtet. Die Mühle verfiel später und inspirierte zur Schönhannchen-Sage. Heute ist die Linde ein eingetragenes Naturdenkmal.
Im Februar 2014 hatte die Linde in 1,30 m Höhe einen Stammumfang von etwa 7,13 m.